# Cryptoblepharus wulbu
Cryptoblepharus wulbu (блискучий змієокий сцинк) — вид сцинкоподібних ящірок родини сцинкових (Scincidae). Ендемік Австралії.

## Поширення і екологія
Блискучі змієокі сцинки відомі з типової місцевості, розташованої на горі Боррадайл поблизу міста Гунбаганья на північному заході Арнемленду на Північній Території. Вони живуть серед скель.